# Masacre de 1978 en las fábricas textiles de la colonia Multan
La masacre de 1978 en las fábricas textiles de la colonia Multan fue uno de los actos más brutales del régimen de Muhammad Zia-ul-Haq en Pakistán. Las fuerzas paramilitares abrieron fuego contra los trabajadores en huelga, lo que provocó entre 22 y 133 muertos y muchos heridos.

## Trasfondo
En 1977, el régimen de Zulfikar Ali Bhutto fue derrocado por Muhammad Zia-ul-Haq, lo que desató nuevos ataques contra la clase trabajadora y los sindicatos. La dictadura militar aplastó a los activistas de izquierda y a los sindicalistas y oprimió a diferentes capas de la sociedad. Acontecimientos violentos: desde asesinatos masivos de trabajadores hasta genocidios de campesinos y jóvenes se apoderaron del país. Zia implementó políticas favorables a los industriales, que incluyeron el encarcelamiento forzoso de trabajadores, la prohibición de sindicatos, salarios bajos y trabajo subcontratado. Las industrias nacionalizadas fueron devueltas a los industriales con fuertes compensaciones y los capitalistas se vengaron de los trabajadores en forma de brutal represión.
Colony Textile Mills se estableció como una unidad de fabricación textil en 1946 bajo el Grupo Colony. Colony Group fue fundado por Mohammad Ismaeel y se dividió en tres divisiones encabezadas por Farooq A Sheikh, Naseer A Sheikh y Mughis A Sheikh. Colony Textile Mills estaba dirigida por este último. Inicialmente se estableció en Faisalabad pero, debido a la competencia con Delhi Cloth & General Mills de Sir Shri Ram, se trasladó a Multan en la década de 1940. Durante la década de 1970, los propietarios de Colony Group estaban entre las siete principales familias industriales entre 22 familias industriales que poseían el 66% de los activos industriales totales, el 70% de los seguros y el 80% de la banca. Este grupo también poseía acciones en periódicos y también participó activamente en la política. Uno de los líderes de la división, Naseer A Sheikh, fue miembro de la junta directiva de la Gaceta Civil y Militar y de Nawa-i-Waqt, mientras que otro, Farooq A Sheikh, participó en las elecciones para la Asamblea Nacional en 1970. El tercero, Mughis A Sheikh, tenía una buena relación con Zia-ul-Haq, ya que era comandante del cuerpo en Multan.

## Eventos

### Huelga
En 1978, Colony Textile Mills era una de las fábricas más rentables de Pakistán y empleaba a más de 5000 trabajadores. Cuando los trabajadores se enteraron de que la fábrica había obtenido ganancias, argumentaron que se les debía una bonificación en virtud de la Política Laboral de 1972, que ampliaba el alcance de las leyes laborales y daba derecho a los trabajadores a una mayor participación en las ganancias y a una bonificación legal. Sin embargo, el propietario se negó a pagar la bonificación. El sindicato de trabajadores envió un aviso de huelga a la dirección. En la mañana del 29 de diciembre de 1977, los trabajadores paralizaron por completo la fábrica mediante una huelga pacífica. Según un informe periodístico del 3 de enero de 1978: "Los trabajadores exigían un bono de tres meses junto con un mes de subsidio de ocio".
La administración de la fábrica aceptó pagar un bono de dos meses a finales de enero, pero los trabajadores rechazaron la oferta y dejaron de trabajar el 29 de diciembre de 1977.

### Masacre
El 2 de enero de 1978, la hija del dueño del molino, Sheikh, se casaba. La dote de la novia era diez veces mayor que la bonificación debida a los trabajadores. Se invitó a Zia-ul-Haq a asistir. Se extendió el rumor de que los huelguistas iban a atacar la ceremonia nupcial. Zia-ul-Haq ordenó a la fuerza paramilitar estatal disparar a los trabajadores y aplastar su movimiento. Un participante de esta lucha, Lal Khan, relató el incidente en su libro:
Los paramilitares comenzaron a disparar directamente contra los trabajadores que se estaban juntado para una reunión pacífica en la entrada. En una escena de horror indescriptible, los trabajadores gritaban y corrían en estampida sobre los cadáveres manchados de sangre de sus compañeros, aplastando a muchos otros mientras intentaban desesperadamente evadir la carnicería. La sangre estaba por todas partes, brotando de los cuerpos de los trabajadores cuyo único delito fue exigir sus derechos básicos. Los disparos continuaron ininterrumpidamente durante tres horas. A las seis de la tarde, cuando ya había oscurecido, las fuerzas estatales habían "conquistado" a los trabajadores de la fábrica textil. En el recinto de la fábrica y en los jardines las fuerzas estatales impidieron que los cuerpos de los heridos fueran trasladados al hospital. Los que intentaron recogerlos fueron obstaculizados por la policía. Decenas de personas murieron en el lugar. Varios heridos murieron debido a la pérdida excesiva de sangre porque se les impidió ser trasladados rápidamente para recibir tratamiento médico. En la oscuridad de la noche las fuerzas estatales, sin diferenciar entre muertos y heridos, trajeron camiones y arrojaron en ellos los cuerpos. Algunos fueron arrojados a la enorme cuneta de la fábrica, mientras que otros fueron enterrados sin ataúd en el cercano pueblo de Bagasher. A pesar del terror de este estado despiadado, cientos de trabajadores y estudiantes (incluido el autor) siguieron llevando a los heridos a los hospitales y trataron de salvar las vidas de tantos trabajadores como fuera posible. Posteriormente se intentó sacar los cuerpos de los trabajadores de la cuneta y colocarlos en otro lugar, para organizar su entierro apropiado con sus compañeros y familiares presentes.
Aunque los informes oficiales y de prensa indicaron que murieron entre 13 y 22 personas, estimaciones no oficiales sitúan el número total entre 150 y 200. De manera similar, el Comité de Acción Obrera estimó que hubo 133 muertos y más de 400 heridos.

## Secuelas
Después de esta masacre, surgió el Comité de Acción Obrera y lideró protestas masivas contra este incidente. Esto desencadenó una protesta a nivel nacional y los sindicatos de todo Pakistán observaron un día sin trabajo el 9 y 10 de enero de 1978. Políticos destacados como Nusrat Bhutto, Wali Khan, Nawabzada Nasrullah Khan y otros condenaron enérgicamente el régimen militar. El 4 de enero de 1978, el administrador de la ley marcial de Multan ordenó una investigación. El SHO Raja Khizer Hayat y el agente de policía Hakim Ali fueron arrestados y juzgados en un tribunal militar. El propietario de la fábrica proporcionó una indemnización de 10.000 rupias a los herederos de los trabajadores fallecidos. También fueron arrestados y procesados destacados dirigentes del Comité de Acción Obrera.